# Златно доба (стрипска едиција)
Златно доба: Времеплов кроз свет српског стрипа (осн. 2007) је стрипска едиција усмерена на прештампавање класичних српских стрипова.
У једном броју се објављује целовита епизода, са пропратним биографским и критичким чланцима. Већини стрипова је ово прво прештампавање у историји.
Уредник и писац пропратног материјала је Вук Марковић, а издавач „Комико“ из Новог Сада.

## Награде и признања
- „Стрипски догађај 2010. године“ по избору часописа НИН, за целокупну издавачку делатност куће „Комико“, укључујући и ову едицију